# Traventhal
Traventhal település Németországban, Schleswig-Holstein tartományban. Lakosainak száma 527 fő (2023. december 31.). Traventhal Dreggers, Neuengörs, Klein Gladebrügge, Schwissel és Bebensee községekkel határos.

## Népesség
A település népességének változása:
| Lakosok száma | 500  | 498  | 534  | 524  | 527  |
|               | 2017 | 2019 | 2021 | 2022 | 2023 |